# Luc le Nouveau Stylite
Pour les articles homonymes, voir Saint Luc et Luc.
Saint Luc, dit le Nouveau Stylite, est un saint chrétien qui a commencé sa vie adulte comme soldat puis prêtre et dont la vie monastique est remplie de gestes de compassion et même de miracles. Il fait partie de la lignée des stylites (du grec stylos : colonne) tels Siméon le Stylite (~389-459) et S. Daniel le Stylite (405-493). Il a vécu les 45 dernières années de sa vie sur une colonne dans la région de Chalcédoine. Mort en 979, il est fêté le 11 décembre.

## Biographie

### Soldat
Luc naît en 879 à Atyokhorion en Phrygie. Ses parents, Christophore et Kalè, sont des nobles très riches qui pratiquent la science de l’agriculture et ont une fonction de garde militaire. À 18 ans, il s'engage dans l'armée qui défend l'empire contre le tsar Siméon 1er de Bulgarie. Il côtoie alors deux compagnons d’armes qui vivent selon la formation qu’ils ont reçue d’un hésychaste : vie de prières, de jeûnes et de mortifications. Après la guerre contre les Bulgares, il va trouver ce moine et décide d’embrasser la vie solitaire tout en restant dans l’armée. Il se coupe les cheveux en guise de consécration et s’habille de peaux. Au plus fort de sa jeunesse, il commence un réel combat contre la chair et ses passions. Ses moyens sont la prière continuelle, un jeûne de six jours sur sept et l’adoption d’une vie pauvre avec une seule tunique, ni bâton, ni sandales, à l’instar des apôtres. Il passe ainsi plusieurs années à traiter durement son corps pour obtenir, avec la grâce divine, le fruit de la vie éprouvée, c’est-à-dire celle de l’esprit.

### Aumônier
En 903, à 24 ans, il reçoit l’onction sacerdotale tout en continuant sa corvée militaire. Il est alors nourri par l’oikos qui paient ses frais, contrairement aux autres soldats qui sont nourris par l'État. Mais Luc partage sa nourriture avec ses frères de combat et les nécessiteux. Il semble aussi jouir d’une grande liberté dans l’armée, puisqu’il continue ses jeûnes de six jours et, comme prêtre le dimanche, il est assidu à la célébration du sacrifice non sanglant. Durant cette journée, il se contente comme nourriture « des oblations faites par lui et des légumes sauvages ».

### Implication communautaire
Mais, comme moine et prêtre, Luc ne se contente pas de célébrer les saints mystères, il démontre aussi beaucoup de compassions pour ses semblables. Ainsi, lorsqu’il arrive une famine dans son pays natal, il s’empresse de donner, à l’insu de ses parents, une grande partie de leur réserve souterraine de blé et de fourrage. Ses parents, l’apprenant par la suite, le louent pour ce geste de bonté. Un jour, il dit même à son père qu’il convoite un évêché à Sébaste. Son père s’empresse de lui donner cent pièces d’argent pour l’aider à réaliser son désir, mais il décide de tout redistribuer aux pauvres.

### Moine
Pour vivre comme le patriarche biblique Abraham, il quitte alors sa famille et son pays pour se rendre à la célèbre montagne Olympe près de Bithynie, non loin de Brousse. Il se joint là-bas au monastère bâti en l’honneur de saint Zacharie et il décide d’imiter son mutisme. Le supérieur du couvent en fait son cellérier, fonction qu’il remplit pendant trois ans avec grande générosité pour les pères du monastère. La nuit, pour pouvoir réciter l’office traditionnel à voix basse, il sort du monastère et se cache à l’intérieur d’un arbre. Une nuit, il se fait reconnaître, mais ayant peur de recevoir trop de gloire pour cet exercice nocturne, il préfère s’enfuir.

### Vie solitaire
Il se rend donc dans la région de Tottaion où il paît des porcs. Il donne encore tout ce qu’il reçoit comme salaire de ce travail aux indigents de la région. Après deux ans, il revient dans son pays natal et, sur une montagne voisine, s’y creuse une grotte. Pendant deux ans et demi il y reste en s’adonnant à la contemplation et en luttant contre les démons. La prière et la croix lui assurent la victoire contre le prince des ténèbres. Mais une attaque de poux voraces le couvre de plaies et il supporte cette épreuve avec patience. À la fin de l’année 932, il se bâtit une colonne de 12 coudées sur laquelle il demeure pendant trois ans. La Providence lui accorde une grande force pour supporter les rigueurs de l’hiver. Ainsi, par trois fois, une voix venue du ciel vient lui redonner courage et confiance.

### Vie de stylite
C’est encore cette même voix qui le pousse ensuite à se rendre ailleurs : « Va vers la colline voisine de Chalcédoine, celle des propriétés d’Eutrope, car c’est là que tu dois achever tes combats et ta course ». Il quitte donc tout pour la grande ville de Constantinople où il fait un pèlerinage des différents temples et édifices sacrés. Il se rend finalement dans la métropole de Chalcédoine où il exprime son désir de s’établir sur une colonne au chef de l’Église de l’endroit, l’évêque Michel. L’évêque fait les prières et les cérémonies appropriées pour cette consécration. D’un élan résolu, le 11 décembre 935, Luc gravit la colonne avec une âme en fête et il y demeurera pendant plus de 44 ans. La guerre qu’il mène sur cette colonne se fait sur deux fronts : contre les mouvements de la chair et contre Satan lui-même. La première guerre, il l’a menée depuis longtemps par ses jeûnes et austérités. Mais la deuxième reste toujours d’actualité. Il fait face, entre autres, à des attaques de guêpes et d’insectes venimeux qui se lancent contre lui. Son corps piqué à de nombreux endroits subit de cruelles souffrances. Mais Luc garde son regard fixé vers le ciel d’où il attend le divin secours. Sa persévérance dans la prière et l’oraison, de même que sa récitation des cantiques de David, l’empêchent de céder au découragement et aux sentiments de frayeur. Après avoir dépassé sa centième année, il s’endort pieusement en l’an 979 le jour même où, 44 ans auparavant, il était monté sur sa colonne.

### Miracles
Plus de la moitié du manuscrit original de la vie de Luc est consacrée à un tissu de miracles et prodiges opérés par le saint du haut de sa colonne. Un de ses plus grands miracles est celui des poissons capturés. Pendant trente jours les pêcheurs autour de la colonne essaient de capturer du poisson mais sans succès. L’angoisse et le découragement commence à les gagner. Mais Luc les rassure : Dieu va remplir leurs filets comme Il l’a fait autrefois avec ses apôtres lors de la pêche miraculeuse. Il bénit de l’eau dans un vase qui lui appartient et leur demande d’asperger leurs filets de cette eau. Il leur donne ensuite une de ses étoffes qu’ils doivent attacher à l’extrémité de leurs filets. Il leur demande seulement de lui ramener un dixième de ce qu’ils récolteront, soit trente poissons. Dès que le filet est lancé, les poissons introuvables depuis un mois se lancent dans le filet. Ils en capturent 300 et en donnent 30 à Luc tel que promis. Devant ce signe, tous s’émerveillent de l’esprit prophétique de Luc.
Le miracle accordé au célèbre patriarche Théophylacte, fils de l’empereur Lécapène, mérite aussi mention. Lorsqu’il est accablé d’une maladie incurable et qui le laisse dans une douleur extrême, il envoie des suppliants voir Luc pour demander du secours. Fidèle à ses habitudes, le saint commence par la récitation de prières et lui envoie du pain bénit en lui recommandant de le manger avec une foi inébranlable. Sa guérison est rapide.

## Manuscrit
L’unique manuscrit de la vie de Luc est le codex A qui vient de la bibliothèque Nationale de Paris. C’est un texte du XIe siècle écrit en grec et qui porte des traces de négligence de copistes comme des mots incomplets ou lacunes. Il a été retravaillé mais il garde encore des défectuosités. La vie de Luc est écrite en forme de panégyrique dans les années 980-985 et est probablement adressée à une assemblée de moines de Constantinople. L'exorde est celle d’un prédicateur. L’auteur ne se nomme pas mais il nous dit qu’il a fréquenté le saint pendant 27 ans. Le texte possède une valeur historique considérable puisque l’auteur s’arrête parfois pour dire que sa source est le saint lui-même. Le texte a été publié pour la première fois par A. Vogt en 1909 dans les Analecta Bollandiana. Puisque la colonne d’Eutrope a été détruite par les flots lors d’un tremblement de terre en 986, S. Vanderstuyf se base notamment là-dessus pour réfuter la chronologie de Vogt qui date la mort du saint en l’an 1000. Il l’établit plutôt à l’an 979 et sa naissance à l’an 879. D’autres ont adopté par la suite la même chronologie. L’auteur cite souvent l’Écriture et ce rapprochement avec les textes bibliques parlent beaucoup de la vision que l’auteur avait du saint.

## Sainteté et monachisme byzantin
Pour comprendre la vie de Luc comme stylite, il faut se replacer dans le contexte socioreligieux de l’empire. À cette époque, pour obtenir le salut, il faut apprendre à dominer sa condition humaine par l’ascèse et la méditation. Ce n’est qu’ainsi que quelqu’un peut se rapprocher de Dieu et ne faire qu’un avec lui. Le moine incarne le plus cette vision par son renoncement au monde. Pour les Byzantins, le saint, c’est le moine et c’est vers lui qu’ils accourent pour savoir ce qu’ils peuvent faire pour être sauvés puisqu’il est proche de Dieu et qu’il est souvent l’unique recours pour faire fléchir Dieu en faveur du pénitent. Qui est saint? Jusqu’au XIIIe siècle, il n’y a pas de procédure de reconnaissance de sainteté : « Est saint celui que la rumeur populaire considère comme saint ».
Le stylite, par ses pratiques ascétiques spectaculaires et par ses gestes de compassion inspire cette sainteté. Pour les gens de l’époque, ce genre de mortifications est une preuve concrète de leur élévation spirituelle et leur élévation plus près du ciel sur une colonne reflète ce désir de s’élever à une plus grande perfection spirituelle. Dans une croyance syrienne païenne de l’époque « plus un homme est haut, mieux il converse avec les dieux ». Tout cela explique un peu mieux la réputation de sainteté qui entoure saint Luc dans le récit de ses miracles.

### Liens
- Notices d'autorité :   - VIAF
  - ISNI
  - IdRef
  - Pays-Bas